# Gaza do Norte
Gaza do Norte (em árabe: محافظة شمال غزة) é uma das cinco províncias da Palestina na Faixa de Gaza que é administrada pela Autoridade Nacional Palestina, possui limites de fronteira, espaço aéreo e território marítimo partilhados com Israel. Segundo o Escritório Central de Estatísticas da Palestina, a província tinha uma população de 270.245 (7,2% da população palestina) com 40.262 famílias em meados do ano de 2007, abrangendo três municípios, dois distritos rurais e um campo de refugiados. Sua população é composta por 132,649 mulheres e 137,596 homens.
A província possui representação no Conselho Legislativo da Palestina, são cinco cadeiras e, em 2006, todas foram conquistadas por membros do Hamas.
Em 1967, no início da ocupação israelense, o governo israelense dividiu o território palestino em oito distritos. Em 1995, o governo palestino anulou a antiga divisão administrativa e criou 16 províncias: 11 na Cisjordânia (Nablus, Calquília, Tubas, Salfit, Tulcarém, Jenin, Jericó, Ramala, Belém, Hebrom e Jerusalém) e cinco na Faixa de Gaza (Gaza do Norte, Cidade de Gaza, Deir el-Balah, Khan Yunis e Rafa).
O governo local está ancorado na legislação, especificamente na Lei Eleitoral Local de 1996, na Lei de Autoridades Locais nº 1 de 1997 (“Lei das Autoridades Locais”) e na Lei de 2008 pelo Decreto nº 9 que altera a Lei de Autoridades Locais. Além disso, outras leis e regulamentos relacionados lidam com a governança local. A legislação local referente ao planejamento regional nem sempre é a mesma para a Cisjordânia e a Faixa de Gaza. Por exemplo, leis diferentes regulam o planejamento e o zoneamento. A legislação permite que as autoridades locais introduzam regulamentos necessários para garantir seu funcionamento adequado, por exemplo em matéria de tributação. Estes devem ser aprovados pelo Ministério do Governo Local (MoLG).
Gaza do norte possui 242,262 casas e 148,691 edifícios, de acordo com o relatório do Escritório Central de Estatísticas Palestina, na categoria que envolve os números de prédios e unidades habitacionais no território palestino por província de 2007.

## Localidades
Lista das principais localidades da Gaza do Norte:
- al-Beddawiya
- Beit Hanoun
- Beit Lahia[6]
- Izbat Beit Hanun
- Jabalia (Capital)